# NGC 2784
NGC 2784 is een lensvormig sterrenstelsel in het sterrenbeeld Waterslang. Het hemelobject werd op 20 november 1784 ontdekt door de Duits-Britse astronoom William Herschel.

## Synoniemen
- ESO 497-23
- MCG -4-22-5
- UGCA 152
- AM 0910-235
- PGC 25950